# إرج
الأرغ أو الإرْكة أو الإرغ (erg؛ عن اليونانية: ἔργον، إرغون) هو وحدة من وحدات الطاقة، وعلى الأخص الطاقة الحرارية. يُستعمل لصغره في مجال الذرة والكيمياء والأحياء.
1 إرج = 1 جرام. سنتيمتر مربع / ثانية مربع.
Joule = erg 10 7
أي أن 10 ملايين إرج تعادل 1 جول
وتوجد علاقة بين الإرج والسعر

## اقرأ أيضا
- جول
- سعرة